# La Caste des Méta-Barons
La Caste des Méta-Barons est une série de bande dessinée se déroulant dans le même univers que L'Incal et retraçant l'histoire d'une famille : les Méta-Barons. Scénarisée par Alejandro Jodorowsky et dessinée par Juan Giménez, elle a été publiée entre 1992 et 2003 par l'éditeur français Les Humanoïdes Associés.

## Synopsis

### Contexte
Cette histoire se déroule dans un futur éloigné, où règne un chaos larvé et où de nombreuses factions se livrent un combat perpétuel ; le pouvoir est aux mains d'une famille d'empereurs très puissants, vivant sur une planète en or.
Les Méta-Barons sont des mâles issus de la même lignée et sont considérés comme les guerriers les plus puissants de l'univers.
Chaque génération de la famille comporte son Méta-Baron et la tradition veut que chaque fils soit toujours plus puissant que son père, c'est pour cette raison qu'à l'âge de 16 ans le fils doit triompher de son père et le tuer en combat singulier. La mutilation est également un rite initiatique des Méta-Barons : Othon est castré, Aghnar n'a pas de pieds, Tête d'acier pas de tête, il manque une main à Aghora, et, une oreille et une partie de son cerveau à Sans-Nom.
L'histoire des ancêtres des Méta-Barons est racontée dans la série Dayal de Castaka. L'univers est également agrémenté d'un hors-série, Les Armes du Méta-Baron par Alejandro Jodorowsky (scénario) et Travis Charest (dessin).
En 2015, le Méta-Baron connaît une suite à ses aventures dans une nouvelle série intitulée Méta-Baron. Ce nouveau cycle, prévu en 8 tomes et basé sur un synopsis d'Alejandro Jodorowsky, est scénarisé par Jerry Frissen et dessiné par Valentin Sécher (tomes 1 et 2), Niko Henrichon (tomes 3 et 4) ainsi que deux autres dessinateurs chargés de la seconde moitié du cycle. Le 1er tome Wilhelm-100, le Techno-Amiral paraît le 28 octobre 2015 chez Les Humanoïdes Associés.

### Narration
L'histoire met en scène deux robots, Tonto et Lothar, tous deux au service de l'actuel Méta-Baron, "Sans-Nom", alors qu'ils attendent son retour au méta-bunker (une espèce de forteresse volante géante, foyer de "Sans Nom") depuis plusieurs années.
Lothar, qui possède une personnalité très infantile, s'ennuie ferme, Tonto entreprend alors de lui raconter l'histoire de la caste de leur maître.
Le récit est donc narré par Tonto durant la quasi-intégralité de la série, en flashback continu, entrecoupé de scènes dans le présent où Lothar subit en général les brimades et insultes de Tonto.

## Albums

### Série classique
- 1 Othon le trisaïeul, Les Humanoïdes Associés, novembre 1992
Scénario : Alejandro Jodorowsky - Dessin et couleurs : Juan Giménez
- 2 Honorata la trisaïeule, Les Humanoïdes Associés, novembre 1993
Scénario : Alejandro Jodorowsky - Dessin et couleurs : Juan Giménez
- 3 Aghnar le bisaïeul, Les Humanoïdes Associés, août 1995
Scénario : Alejandro Jodorowsky - Dessin et couleurs : Juan Giménez
- 4 Oda la bisaïeule, Les Humanoïdes Associés, avril 1997
Scénario : Alejandro Jodorowsky - Dessin et couleurs : Juan Giménez
- 5 Tête d'Acier l'Aïeul, Les Humanoïdes Associés, octobre 1998
Scénario : Alejandro Jodorowsky - Dessin et couleurs : Juan Giménez
- 6 Doña Vicenta Gabriela de Rhoka l'aïeule, Les Humanoïdes Associés, septembre 1999
Scénario : Alejandro Jodorowsky - Dessin et couleurs : Juan Giménez
- 7 Aghora le père-mère, Les Humanoïdes Associés, janvier 2002
Scénario : Alejandro Jodorowsky - Dessin et couleurs : Juan Giménez
- 8 Sans-Nom le dernier Méta-Baron, Les Humanoïdes Associés, décembre 2003
Scénario : Alejandro Jodorowsky - Dessin et couleurs : Juan Giménez

### Nouvelle série: Méta-Baron
(voir l'article Méta-Baron)
- 1 Wilhelm-100, le Techno-Amiral, Les Humanoïdes Associés, octobre 2015
Scénario : Alejandro Jodorowsky, Jerry Frissen - Dessin : Valentin Sécher - Couleurs : Valentin Sécher
- 2 Khonrad l'Anti-Baron, Les Humanoïdes Associés, juin 2016
Scénario : Alejandro Jodorowsky, Jerry Frissen - Dessin et couleurs : Valentin Sécher
- 3 Orne-8 le Techno-Cardinal, Les Humanoïdes Associés, octobre 2016
Scénario : Alejandro Jodorowsky, Jerry Frissen - Dessin : Niko Henrichon - Couleurs : Niko Henrichon
- 4 Simak le transhumain, Les Humanoïdes Associés, février 2017
Scénario : Alejandro Jodorowsky, Jerry Frissen - Dessin et couleurs : Niko Henrichon
- 5 Rina la méta-gardienne, Les Humanoïdes Associés, 25 octobre 2017
Scénario : Alejandro Jodorowsky, Jerry Frissen - Dessin et couleurs : Valentin Sécher
- 6 Sans-Nom le Techno-Baron, Les Humanoïdes Associés, 12 septembre 2018
Scénario : Jerry Frissen - Dessin et couleurs : Valentin Sécher
- 7 Adal le Batard, Les Humanoïdes Associés, 18 mai 2022
Scénario : Jerry Frissen - Dessin et couleurs : Pete Woods
- 8 Dargona la Proto-Gardienne, Les Humanoïdes Associés, 23 novembre 2022
Scénario : Jerry Frissen - Dessin et couleurs : Pete Woods

### Albums dérivés
- HS1 La Maison des ancêtres, Les Humanoïdes Associés, juin 2000
Scénario : Alejandro Jodorowsky - Dessin : Juan Giménez - Couleurs : Juan Giménez
- HS2 L'Univers des Méta-Barons, Yéti Entertainment, mars 2001
Scénario et dessin : collectif
- Les Armes du Méta-Baron, Les Humanoïdes Associés, septembre 2008
Scénario : Alejandro Jodorowsky - Dessin : Travis Charest, Zoran Janjetov - Couleurs : Travis Charest, Zoran Janjetov

## Autour des Méta-Barons
Le Méta-Baron était à l'origine un personnage de L'Incal, bande dessinée de Moebius et Jodorowsky.
Métabarons (en), un jeu de rôle se déroulant dans cet univers a été édité par West End Games et Yéti Entertainment.

## Prix
- 2000 :  Prix Micheluzzi de la meilleure bande dessinée

## Remarques
- Clin d'œil à San Ku Kaï. Il est important de constater que Tonto, ressemble trait pour trait à Sidéro, le Robot de la série télévisée japonaise Uchu kara no messeji : Ginga taisen, connue en France sous le nom de San Ku Kaï, et dont il porte en réalité le nom original.
- Des éléments de la BD sont empruntés au synopsis avorté de Dune. Par exemple, Othon le Trisaëul ayant perdu son sexe et donnant une goutte de son sang pour procréer était initialement prévu dans le script du film pour expliquer la naissance de Paul Atréïdes, fils d'un Duc Leto infertile. Les meta-vaisseaux organiques devaient également figurer dans le film (voir documentaire Jodorowsky's Dune ). La boite où les méta-barons testent leur résistance par l'auto-mutilation est une référence directe au Gom Jabbar de Dune